# ناتالیا بوریسنکو
ناتالیا بوریسنکو (انگلیسی: Nataliya Borysenko؛ زادهٔ ۳ دسامبر ۱۹۷۵) بازیکن هندبال اهل اوکراین است.